# Icheon-dong
Icheon-dong (koreanska: 이천동) är en stadsdel i staden Daegu  i den centrala delen av Sydkorea, 240 km sydost om huvudstaden Seoul. Den ligger i stadsdistriktet Nam-gu.